# NHL 24
NHL 24는 EA 밴쿠버가 개발하고 EA 스포츠가 퍼블리싱한 아이스하키 시뮬레이션 비디오 게임이다. NHL 비디오 게임 시리즈의 33번째 작품으로 2023년 10월 6일 플레이스테이션 4, 플레이스테이션 5, 엑스박스 원 및 엑스박스 시리즈 X/S용으로 출시되었다.

## 특징
NHL 24는 새로운 전체 제어 기술 동작, 새로운 배기 엔진, 골키퍼 피로, 패스 시스템 및 물리 기반 접촉을 포함하여 NHL 23의 게임 플레이를 상당 부분 개편했다. 새로운 전체 제어 스킬 동작을 통해 플레이어는 버튼 하나만 탭하여 복잡한 데크 동작을 수행할 수 있다. 새로운 패스 시스템을 사용하면 컨트롤러에 있는 4개의 페이스 버튼을 사용하여 다른 플레이어에게 퍽을 패스할 수 있다. 그리고 새로운 신체 검사 시스템은 NHL 2004의 브루즈 컨트롤(Bruise Control)과 동일하게 작동한다. 이를 통해 신체 검사를 충전하고 타이밍을 잘 맞추면 신체 검사가 더욱 성공적이고 어려워진다. 벤치에 들어간 선수의 신체 검사와 깨진 유리도 NHL 24로 돌아간다.
NHL 24는 또한 크로스플레이 매치메이킹 기능만 갖춘 NHL 23과 달리 하키 얼티밋 팀(Hockey Ultimate Team) 및 월드 오브 첼(World Of Chel)에 대한 완전한 크로스플레이 기능을 제공한다.